# Daewoo Espero
Daewoo Espero é um sedã médio, produzido pela fabricante sul coreana Daewoo Motors entre setembro de 1990 e 1997. O Espero foi o primeiro carro inteiramente desenvolvido pela Daewoo, que até então fabricava localmente modelos desenvolvidos pela Opel. Com a carroceria desenhada pelo Estúdio Bertone, o modelo é baseado na plataforma do Daewoo LeMans, nome dado ao Opel/Chevrolet Kadett E fabricado na Coreia do Sul. Os motores eram fornecidos pela Holden, com opções indo do GM Familia I 1.5L ao GM Familia II 2.0L. O Espero foi substituido pelo Daewoo Nubira em 1997, mas continuou sendo produzido até 1999 no leste europeu.

## Desenvolvimento
Em meados da década de 1980, a Daewoo Motors buscava ingressar na faixa de mercado dos sedans médios, que já contavam com o concorrente Hyundai Sonata. Para tanto, começou a desenvolver um novo modelo em 1986, sob o codinome "J-Car" (não confundir com o J-Car da General Motors, projeto de carro mundial da empresa da década de 1980). Em seguida, adquiriu do Estúdio Bertone um design de carroceria previamente descartado pela Citröen, que seria utilizado no futuro sucessor do Citröen BX. Com o acesso às tecnologias da General Motors limitadas por questões contratuais, a Daewoo fez extenso uso de peças já utilizadas no Daewoo LeMans. Os sistemas de direção, suspensão, freios e conjunto motriz eram os mesmos empregados no LeMans. A plataforma também era oriunda do LeMans, mas alongada entre a coluna B e o banco traseiro, visto que o Espero possuia distância entre-eixos maior que a do LeMans.

## Lançamento

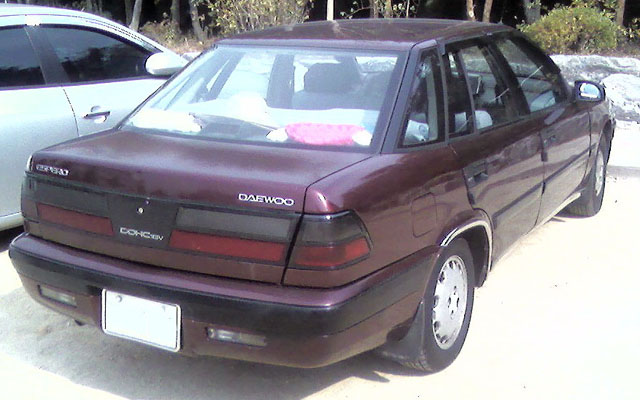
Daewoo Espero 1990-1991 (pré-facelift)

O Espero foi apresentado na Coréia do Sul em agosto de 1990, com as vendas começando no mês seguinte. Seu design era considerado chamativo e diferente face ao que existia no mercado sul coreano à época. Destacavam-se a ausência da grade do radiador, as colunas traseiras envoltas por vidros e o coeficiente aerodinamico de 0,29 cx. A única opção de motor era o GM familia II 2.0L CFI (com injeção eletronica monoponto). O motor podia ser atrelado à um câmbio manual de cinco marchas ou automático de quatro marchas. No entanto, o volume de vendas ficou abaixo do esperado pela Daewoo em seus primeiros meses. O Espero não possuia dimensões externas e desempenho que superassem os do Hyundai Sonata, além de ter consumo de combustível elevado e sofrer com problemas de qualidade de construção. 

## Evolução
Para contornar a situação do baixo número de vendas do Espero em seus primeiros meses, a Daewoo decidiu reposicionar o modelo numa faixa de preço inferior no mercado. Em fevereiro de 1991, passou a ser oferecido um motor 1.5L 16v DOHC, o primeiro desenvolvido pela Daewoo, mas criado com a consultoria da Lotus. O motor de cilindrada reduzida permitia que o Espero pagasse uma aliquota menor de impostos estipulados pelo governo coreano. Desta forma, o carro médio da Daewoo tornava-se atraente diante de concorrentes com porte menor e preço semelhante.

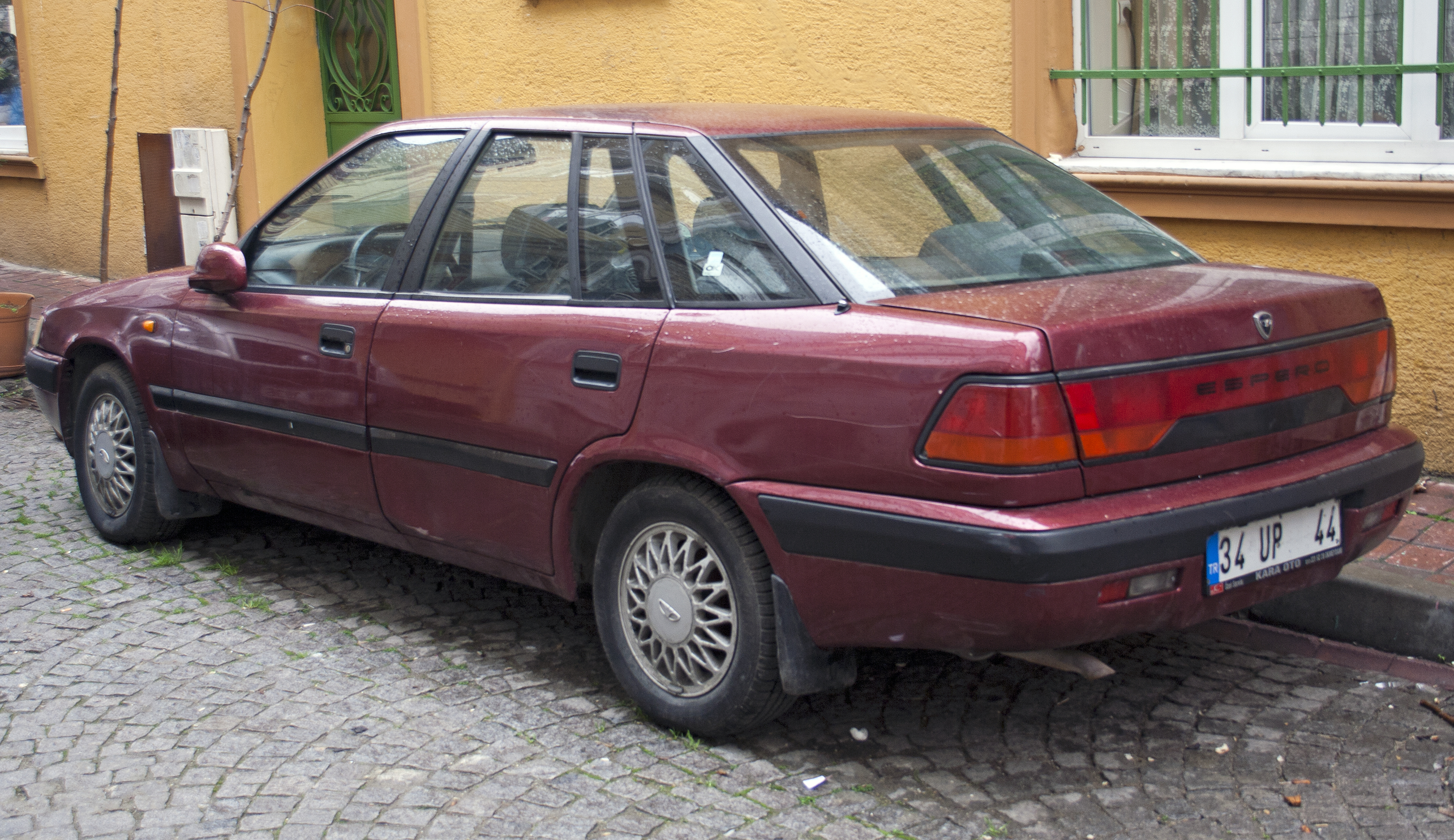
Daewoo Espero 1992-1994 (facelift)

Em novembro de 1991 foi apresentada a linha 1992 para o Espero. As mudanças incluíam novas lanternas traseiras, nova forração dos bancos e a adoção de um CD Player como opcional. Em dezembro de 1992 chegava ao mercado sul coreano uma versão destinada aos taxistas, equipada com motor de 1.6L movido à GLP (gás liquefeito de petróleo) e forração dos bancos exclusiva. Para abril de 1993, foram adicionados novos motores 1.5L 8v MPFI e 2.0L 8v MPFI (sendo este último substituto do antigo 2.0L 8v CFI) e a adoção de freios com sistema ABS como opcional. No interior do veículo, foram adotados bancos com desenho mais envolventes, novo painel de instrumentos e novos forros de porta. Em janeiro de 1994 um motor de 1.8L MPFI foi passou a ser oferecido. Por um breve período, o Espero podia ser equipado com cinco opções de motores, mas devido à baixa procura do modelo equipado com motor 2.0L, logo este deixou de ser oferecida na Coreia do Sul. A última atualização na linha Espero para o mercado local ocorreu em maio de 1995. Foram adotadas as mesmas modificações realizadas no modelo recém-lançado no mercado europeu. Mudavam os faróis (agora com lentes de superfície complexa), novas rodas de liga leve, novos espelhos retrovisores, air-bag para o motorista como item opcional, trava das portas através de controle remoto e nova calibragem da suspensão. Em 1997, com o lançamento do Daewoo Nubira (J100), o Espero foi descontinuado na Coreia do Sul. 

## Motores
Os motores utilizados no Daewoo Espero eram baseados nos GM Familia I e GM Familia II, mas com alterações feitas para satisfazer as necessidades requisitadas pelo mercado sul-coreano.
| Modelo                | 1.5 MPFI        | 1.5 DOHC        | 1.6 SOHC        | 1.8 MPFI        | 2.0 CFI         | 2.0 MPFI        |
| --------------------- | --------------- | --------------- | --------------- | --------------- | --------------- | --------------- |
| Código do motor       | G15MF           | A15MF           |                 | C18LE           | C20LZ           | C20LE           |
| Combustível           | Gasolina        | Gasolina        | LPG             | Gasolina        | Gasolina        | Gasolina        |
| Válvulas por Cilindro | 2               | 4               | 2               | 2               | 2               | 2               |
| Cilindrada (cm³)      | 1498            | 1498            | 1598            | 1796            | 1998            | 1998            |
| Taxa de Compressão    | 8,6:1           | 9,2:1           |                 | 8,8:1           |                 | 8,8:1           |
| Potência (cv)         | 90 (5400 RPM)   | 100 (5000 RPM)  | 71 (5000 RPM)   | 110 (5400 RPM)  | 100 (5400 RPM)  | 115 (5200 RPM)  |
| Torque (kgfm)         | 13,9 (3400 RPM) | 14,8 (3400 RPM) | 13,5 (2600 RPM) | 16,4 (2600 RPM) | 16,2 (3200 RPM) | 18,0 (2600 RPM) |

## Exportações e produção no exterior
Por questões contratuais envolvendo a parceria com a General Motors, a Daewoo buscava exportar seus produtos para países onde a gigante americana não estava presente através de subsidiarias locais. Taiwan foi o primeiro país para onde o Daewoo Espero foi exportado, com as vendas começando em março de 1991. Subsequentemente, outros países ao redor do mundo passaram a receber o Espero. No Irã, o Espero foi lançado em 1992, mesmo ano em que foi lançado em Gana, no continente africano. 
O primeiro país da América do Sul a receber o Espero foi a Argentina, com um lote inicial de 150 unidades desembarcando no país em novembro de 1991. Chile e Colômbia passaram a vender o Espero em 1992. Com o fim da joint-venture com a GM em dezembro de 1992, a Daewoo pode entrar em novos mercados. No Brasil, o Espero chegou em 1994 (ver subseção). 
Em novembro de 1994, a Daewoo adquiriu as instalações da estatal romena Oltcit. A nova empresa criada, Rodae (ROmenian DAEwoo), montou os primeiros Esperos em regime CKD em dezembro de 1996. Na Rússia, um acordo entre a Daewoo e a fabricante local Doninvest permitiu a montagem em regime SKD dos modelos Nexia e Espero, realizados na cidade de Aksay, a partir de março de 1995. Na Polônia, a Daewoo adquiriu em novembro de 1995 a estatal FSO e criou uma nova empresa, a Daewoo-FSO. Em março de 1996 a empresa começou a montar o Espero em regime CKD na fábrica de Varsóvia. 
O Espero chegou ao mercado europeu em 1995, após o fim da validade da cláusula contratual entre a Daewoo e a GM, que impedia a empresa coreana de vender automóveis naquele continente. Tal como nos outros mercados em que já atuava, a Daewoo utilizava como argumento de vendas o fato de o Espero ser um carro bem equipado, mas custando um pouco menos que seus concorrentes de tamanho similar. Na Espanha, o Espero foi vendido como Daewoo Aranos. Com o lançamento dos modelos Nubira e Leganza em 1997, o Espero deixou de ser oferecido na Europa. No entanto, a produção em regime CKD seguiu até 1999 na Polônia, Romênia e Rússia, suprindo o mercado do Leste Europeu. 

### Brasil
O Espero foi o carro que marcou a estreia da Daewoo no mercado brasileiro. Apresentado no dia 16 de março de 1994, a cerimônia realizada na cidade de São Paulo contou com a presença do presidente da Daewoo Kim Woo-jung e do então prefeito Paulo Maluf. As vendas começaram no dia 28 de março do mesmo ano, com toda a operação realizada pela DM Motors, representante da marca coreana no Brasil. O Espero era oferecido somente com motor 2.0 MPFi e na versão DLX. Sete pacotes de opcionais eram oferecidos, onde podia-se optar por itens como freios ABS, teto solar e câmbio automático.
Na ocasião do lançamento, a representante da Daewoo no país afirmou erroneamente que o Espero utilizava a mesma plataforma do Chevrolet Vectra. Tal equivoco acabou sendo replicado por outras publicações especializadas da época, como na revista Quatro Rodas de novembro de 1994.  
Para o ano modelo de 1995, o Espero passou a vir com novos faróis e revestimento internos, agora disponível somente na versão CD. O Espero foi oferecido no país até 1997, quando fui substituído pelo Daewoo Nubira. Durante seu período de vendas, o Espero figurou por meses dentre os dez importados mais vendidos do país, com pouco mais de 10 mil unidades vendidas.

## Protótipos
O Espero serviu como base para experimentos de tecnologias desenvolvidas pela Daewoo. Em dezembro de 1992, a Daewoo iniciou o desenvolvimento de um carro movido à Gás Natural Veícular (GNV), com o apoio do governo sul coreano. Os estudos levaram à criação de um protótipo chamado NGV2, apresentado no Congresso Mundial de Veículos Movidos à Gás Natural Veicular de 1994, realizado no Canadá. Baseado no Espero 1.6L movido à GLP, o NGV2 adotava uma injeção eletrônica de gás multiponto, capaz de levar o veículo a até 170km/h e de rodar 400 km com um tanque cheio. Já o carro-conceito DEV-2, apresentado no Motor Show de Seul em 1995, apresentava um motor elétrico de corrente alternada de 86 kW de potencia. Equipado com um conjunto de 22 baterias de chumbo-ácido localizadas sob o assoalho do carro, o protótipo era capaz de acelerar de 0 a 100 km/h em 13 segundos, além de possuir 80 km de autonomia. O exterior do DEV-2 se diferenciava do Espero de produção seriada por possuir design frontal, apliques nas laterais da carroceria e rodas exclusivas para o protótipo. Ainda em 1995, a Daewoo equipou um Espero com propulsão híbrida. Em 1997, outro protótipo híbrido baseado no Espero foi concluído. Ambos utilizavam um motor elétrico associado ao motor à gasolina.